# 戸田酒造
戸田酒造（とだしゅぞう）は、長野県茅野市に本社、醸造所がある日本酒メーカー。主要製品に清酒「ダイヤ菊」がある。

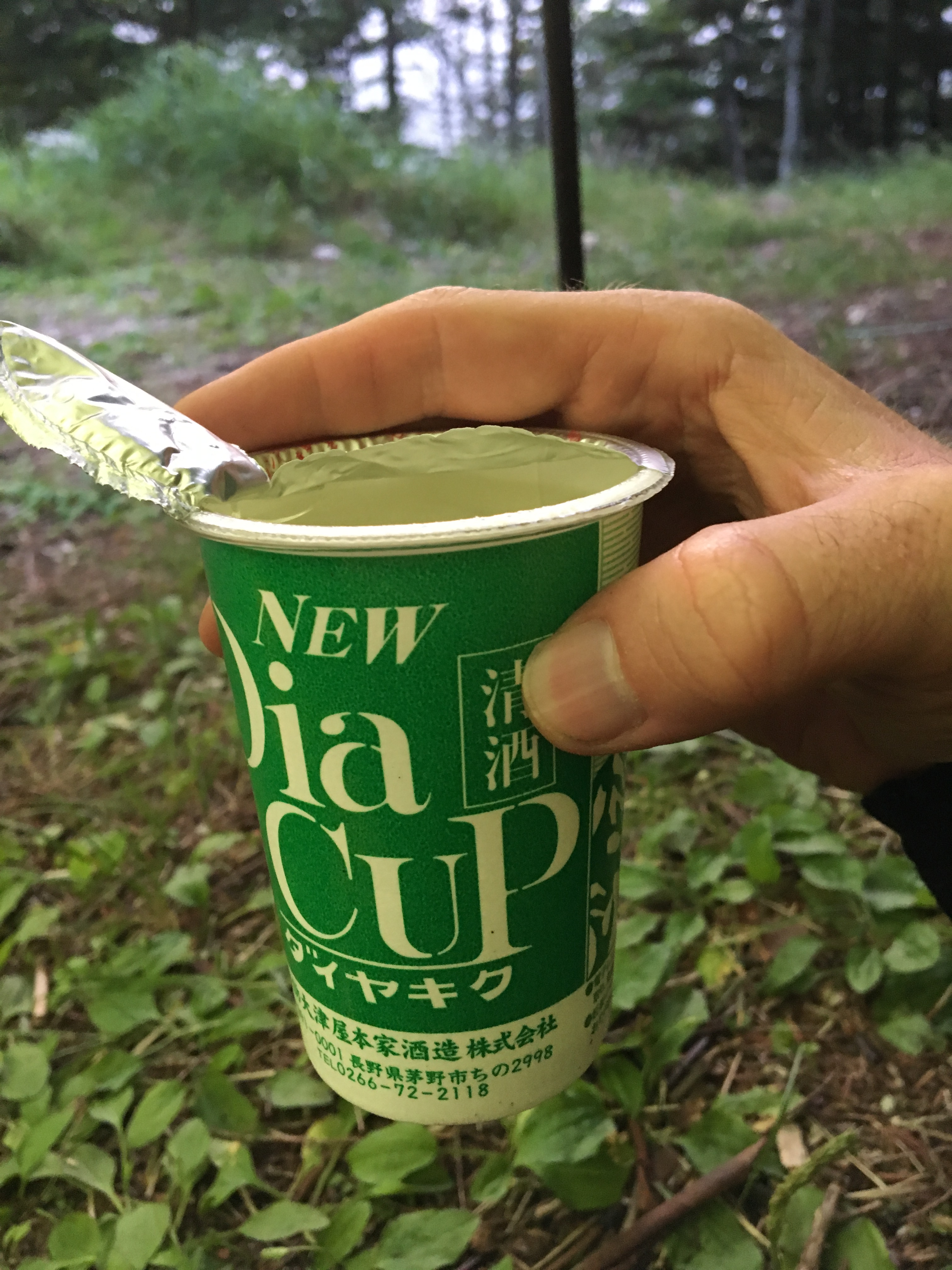
NEWダイヤカップ（2016年撮影）

## 歴史
1717年（享保2年）、諏訪高島藩御用商人米問屋として前身の「大津屋」が上諏訪（現:諏訪市）創業。
1897年（明治30年）、諏訪郡永明村（現:茅野市）に分家し、宮坂光次郎商店として開業｡
1914年（大正3年）に日本酒の醸造、販売を開始し「ダイヤ菊」「ダイヤ鶴」のブランドで東京市場に進出、成功を収めた。銘柄の由来は、最高の酒を目指す意味で、最高の宝石「ダイヤモンド」と日本の名花「菊」を組合せたもの。1951年（昭和26年）には、社名を銘柄を冠した「ダイヤ菊酒造株式会社」に改めている。
1950年代後半、映画監督の小津安二郎が蓼科高原の別荘で脚本を書き始める。後に出版された『蓼科日記』中に「ダイヤ菊」が頻出し、滞在中に愛飲していたことが知られるようになる。
1970年代までは盛んに新聞広告を出稿し、「東京で売れている」「酒の100本に1本はダイヤ菊」のコピーを並べていたが、日本酒（普通酒）の売れ行きの減退に伴い東京市場からは徐々に退場した。
2008年（平成20年）に社名を諏訪大津屋本家酒造株式会社に改称、さらに2020年（令和2年）戸田酒造株式会社に改称して現在に至る。

## 銘柄
- 大吟醸　浮世絵
- 大吟醸　雪舟
- 純米吟醸原酒　生一本
- 吟醸生原酒　しんすみさけ
- 純米浮世絵
- 本醸造ダイヤ菊
- 純米ダイヤ菊
- 吟醸生貯蔵酒
- 金印ダイヤ菊
- 辛口ダイヤ菊